# Francis Locke
Francis Locke (Rowan megye, 1776. október 31. – Rowan megye, 1823. január 8.) az Amerikai Egyesült Államok szenátora (Észak-Karolina, 1814–1815).